# 天狼劫
《天狼劫》（英語：Leo and Sirius）是香港電視廣播有限公司於1987年拍攝的電視劇集，由劉德華、邵美琪、羅麗娥、黎漢持、朱鐵和、羅蘭、劉丹、胡美儀、許紹雄、馮偉林等人主演。本劇為劉德華最後一部在無綫電視演出的電視劇。
此劇於1987年攝製完成後，在1987年12月14日至1988年1月8日海外發行，從未曾於無綫電視翡翠台播出，直至事隔24年後，在2012年5月28日於無綫經典台播出，乃為香港首播，《我們的...劉德華》劇集系列之一。

## 劇情簡介
新派武俠創作劇「天狼劫」，故事講述千百年來，天狼星與獅子星正邪不兩立，天狼星為加強其魔力，每隔三百年就會運用魔法，迷惑人的心智，令其變成狼魔，到處殺戮，以鮮血來祭天狼星。 狼魔重現江湖作惡，太陽堡堡主葉凌宵（黎漢持飾），查出月堡堡主夏展鵬就是狼魔，率眾攻之，白天行（朱鐵和飾）認為證據不足，不應魯莽行事，反被指為懦夫。 展鵬被追殺，自料劫數難逃，先將幼女芷菁（邵美琪飾）送出，自己則與凌宵等搏鬥，終不敵被打下山崖 。 後其幼女芷菁被鬼魅谷之神醫夫婦毛天嬌、段俊夫所救，帶她回谷中撫養。白天行夜觀星眾，知狼魔另有其人，欲加追查之際，被一神秘人追殺，行遂攜子白龍（劉德華飾）逃之，行將白龍予岳不弱撫養，自己則四處追查狼魔真相。
十八年後，白龍長大成人，為對付狼魔而追查天華石下落，途中與芷菁及葉冰（羅麗琪飾）認識，三人聯手尋天華石。 劇情發展至此，轉趨曲折，龍、菁、冰三人各有奇遇，而龍、菁、冰之愛恨情仇又如何了斷？

## 演員表
- 劉德華 飾 白龍，白天行之子
- 邵美琪 飾 芷菁，月堡堡主夏展鵬之女
- 黎漢持 飾 葉凌宵，太阳堡堡主
- 朱鐵和 飾 白天行
- 羅麗娥 飾 葉冰，葉凌宵之女
- 馮偉林 飾 段俊夫
- 羅蘭 飾 葉青花
- 嚴秋華 飾 洪鐵柱
- 李海生 飾 朱雀
- 劉丹
- 胡美儀 飾 毛天嬌
- 許紹雄飾 岳不弱 白龍老師
- 江毅
- 鄭君熾